# José de Martín Simón
José de Martín Simón (* 19. März 1940 in Gata, Provinz Cáceres, Extremadura, Spanien) ist ein spanischer Maler und Bildhauer der Bewegung des abstrakten Expressionismus.

## Leben

### Kindheit und Jugend
José de Martín Simón wurde als viertes von sechs Kindern eines Landarbeiters geboren. Als er drei Jahre alt war, verließ seine Familie das Dorf und zog in die Industriestadt Bilbao, wo der Junge bereits im Alter von sieben Jahren zum Unterhalt der Familie beitrug.
1953 begegnete José de Martín Simón dem Maler Juan Valenciaga, der zu seinem ersten Lehrer wurde und ihm den Eintritt in die „Schule der Künste und des Handwerks“ empfahl, die er im Jahr darauf begann.
Während der folgenden vier Jahre arbeitete der junge Künstler gemeinsam mit Valenciaga und dem Maler und Professor Solís und stellte auch gemeinsam mit ihnen aus.

### Baskische Etappe

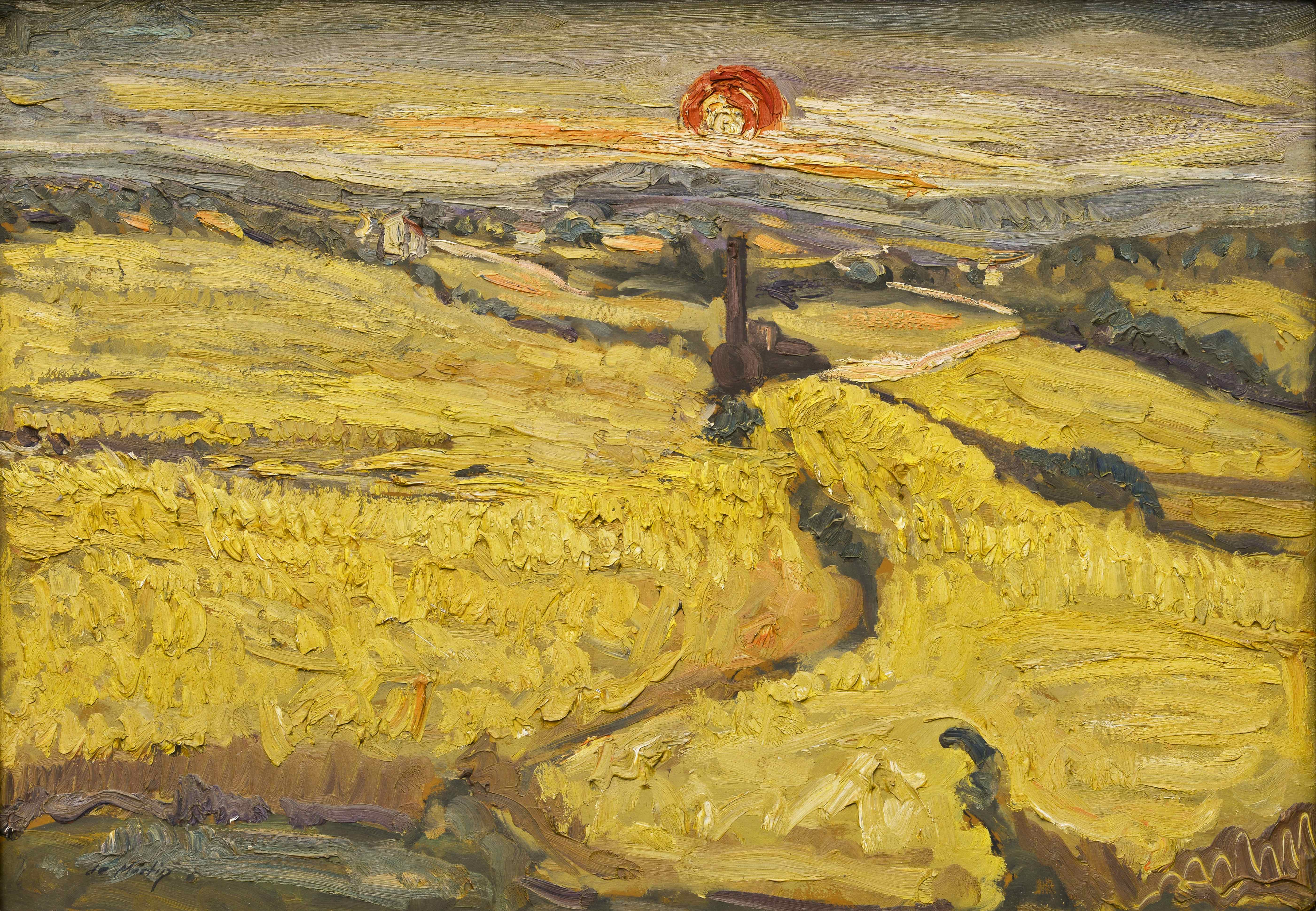
Campos Segados 1953

Unter dem Einfluss des am Ort verwurzelten baskischen Impressionismus realisierte er Zeichnungen, Aquarelle, Pastelle und Ölbilder unter bevorzugter Verwendung von Erdfarben und unter Bezugnahme auf ästhetische Formen von Malern wie Etxebarría. Innerhalb dieses baskischen Stiles versuchte er aber, weiter zu gehen, indem er die rußige Luft von Bilbao einfing, die Schwärze der Flussmündung und die Kohledampfer, den Dunst, den Nebel und die Feuchtigkeit der Luft und die verblassenden Berge in der Ferne. Er gelangte zu einer mehr expressionistische Art der baskischen Malerei, wie die von Aurelio Arteta oder Agustín Ibarrola, auch wenn deren ästhetischen Formen bereits überwunden waren.
1958 ging Martín Simón nach Rom in der Absicht, die Klassiker und die italienische Malerei zu studieren.

## 1960er Jahre

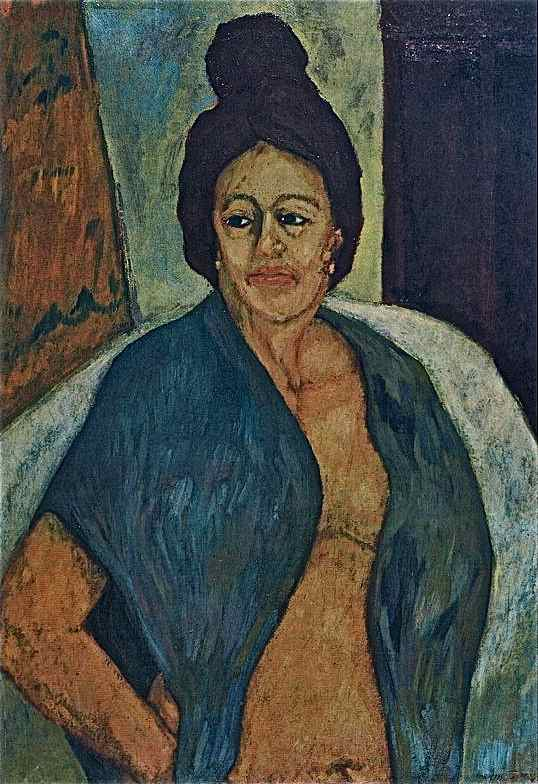
Signora Portinari 1960

Nach seiner Ankunft in Rom schloss er mit den Intellektuellen und Künstlern der Zeit Bekanntschaft. Er malte römische Motive und Landschaften im Stil der Renaissance, mehr als Lehrstücke denn als Objekte seines eigenen Werkes. Seine Beziehung zu Giorgio de Chirico half ihm dabei, die Suche nach der eigenen Persönlichkeit zu beginnen, indem er seine Aufmerksamkeit auf die Formeln der Maler des zwanzigsten Jahrhunderts richtete, insbesondere auf die Idee der Metaphysik de Chiricos.
Nach der Rückkehr von Rom nach Spanien, zur Ableistung des Militärdienstes und – danach – zur Familiengründung, ließ er sich in Paris nieder. Unter dem Einfluss der Impressionisten und Postimpressionisten entschied er sich, dem Weg von Gauguin zu folgen, der ihn bis nach Pont-Aven führte. Dort verwirklichte er eine impressionistische Malerei, indem er die bäuerliche Thematik aufgriff und auf poetische Weise typische bretonische Menschen und Landschaften darstellte, allerdings unter Verwendung untypischer Farben, wie sie eher der Mitte und dem Süden Frankreichs eigentümlich sind.
Er beschloss, nach Paris zurückzukehren, und begann das Studium der graphischen Künste in den Ateliers von La Curriere, von wo Stiche und Lithographien von Meistern der Epoche stammten (Picasso, Miró u. a.). Er reihte sich ein in die Schule von Paris, wobei er Stillleben und menschliche Gestalten in mehr expressionistischer Art ausführte. In dieser Zeit lernte er die Gruppe El Paso und Juana Mordó kennen, was ihn zum Informalismus führte.
Nach zwei Jahren Arbeit brachte ihn eine Krise zu der Erkenntnis, dass dies doch nicht sein Stil war und auch nicht seine Ausdrucksweise. Er verbrannte sein aus 128 Einzelstücken bestehendes und brach auf in eine surrealistische Etappe und deren Formelsprache, was seinen Stil verwandelte und mit dem Werk „Kollision“ begann.

### Rückkehr nach Spanien

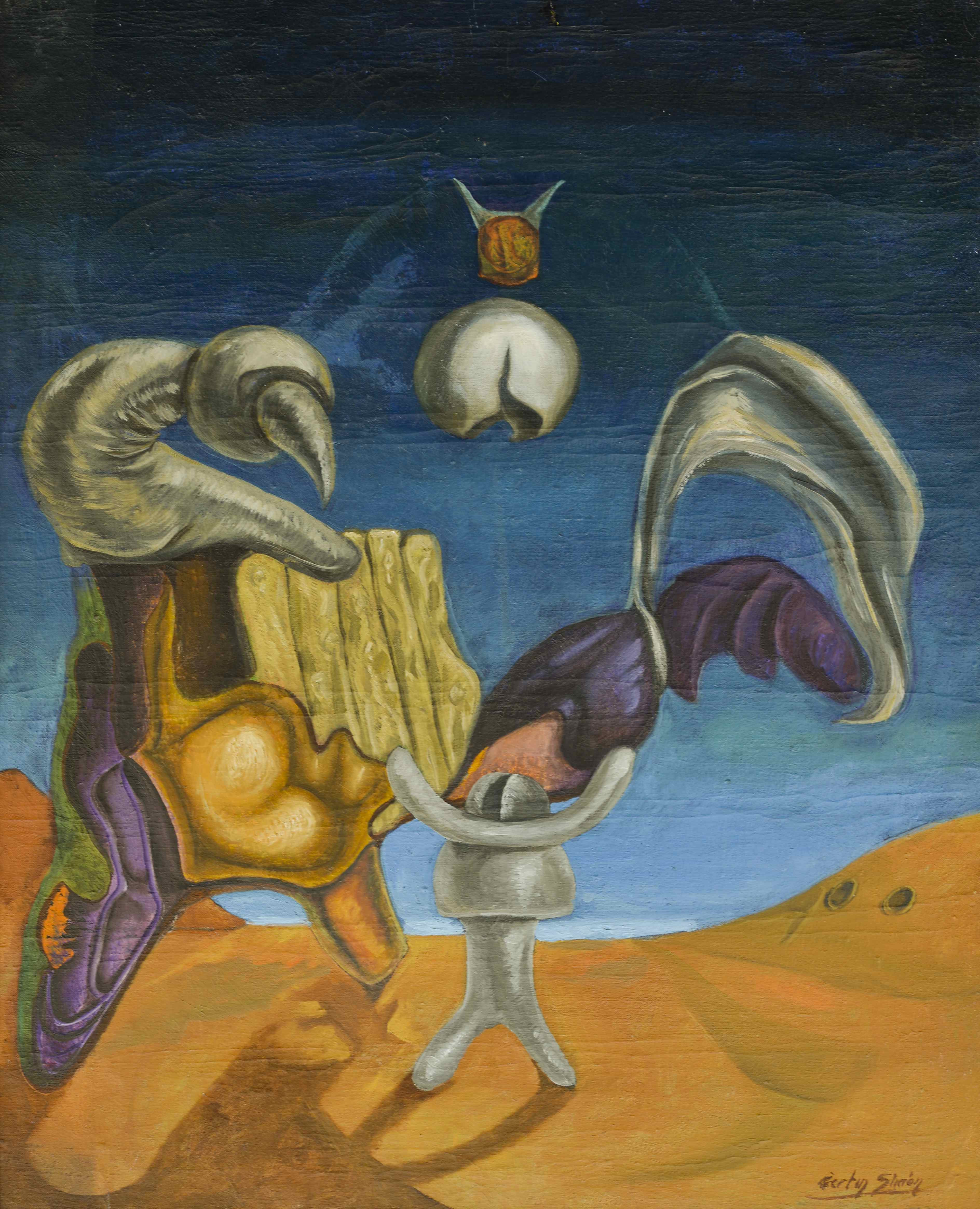
Urogallo 1977

Anfang der 1970er Jahre kehrte er nach Bilbao zurück mit der Absicht, den Basken seine Entwicklung vorzustellen. 1971 übernahm er die Leitung einer Kunstgalerie in Bilbao, die er mit einer Ausstellung von Antonio Saura und mit einer Präsentation von Santiago Amón eröffnete. Nach einem Jahr der Arbeit beschloss er, die Galerie wieder zu verlassen, um seine ganze Zeit der Malerei widmen zu können.
Nach der Abkehr vom Informalismus begann er eine neue Etappe, in der seine Ästhetik und sein Diskurs transformiert wurden. Es folgten Ehrungen und Ausstellungen in Cáceres/Extremadura. Die nächste Station war Collado Villalba bei Madrid. Gegen Ende der Dekade bestellte die „Gran Enciclopedia Vasca“ bei ihm einen bibliophilen Band mit dem Titel „El Tarot“, bestehend aus 26 Radierungen.

### Lateinamerikanische Epoche
Zu Beginn der 1980er Jahre reiste er nach Mexiko, auch um sein Buch „El Tarot“ zu präsentieren. Nach dem Erfolg, den er mit diesem Buch erzielt hatte, erhielt er den Auftrag, ein weiteres Buch mit Graphiken zu schaffen, dieses Mal zu dem Thema „La Tauromaquia“, bestehend aus 23 Radierungen. Er ließ sich in Mexiko nieder, wo er Ausstellungen realisierte, Vortragsveranstaltungen durchführte und auch ein Gemälde „en directo“ anfertigt, d. h. das Werk entstand unmittelbar vor den Augen der Betrachter.

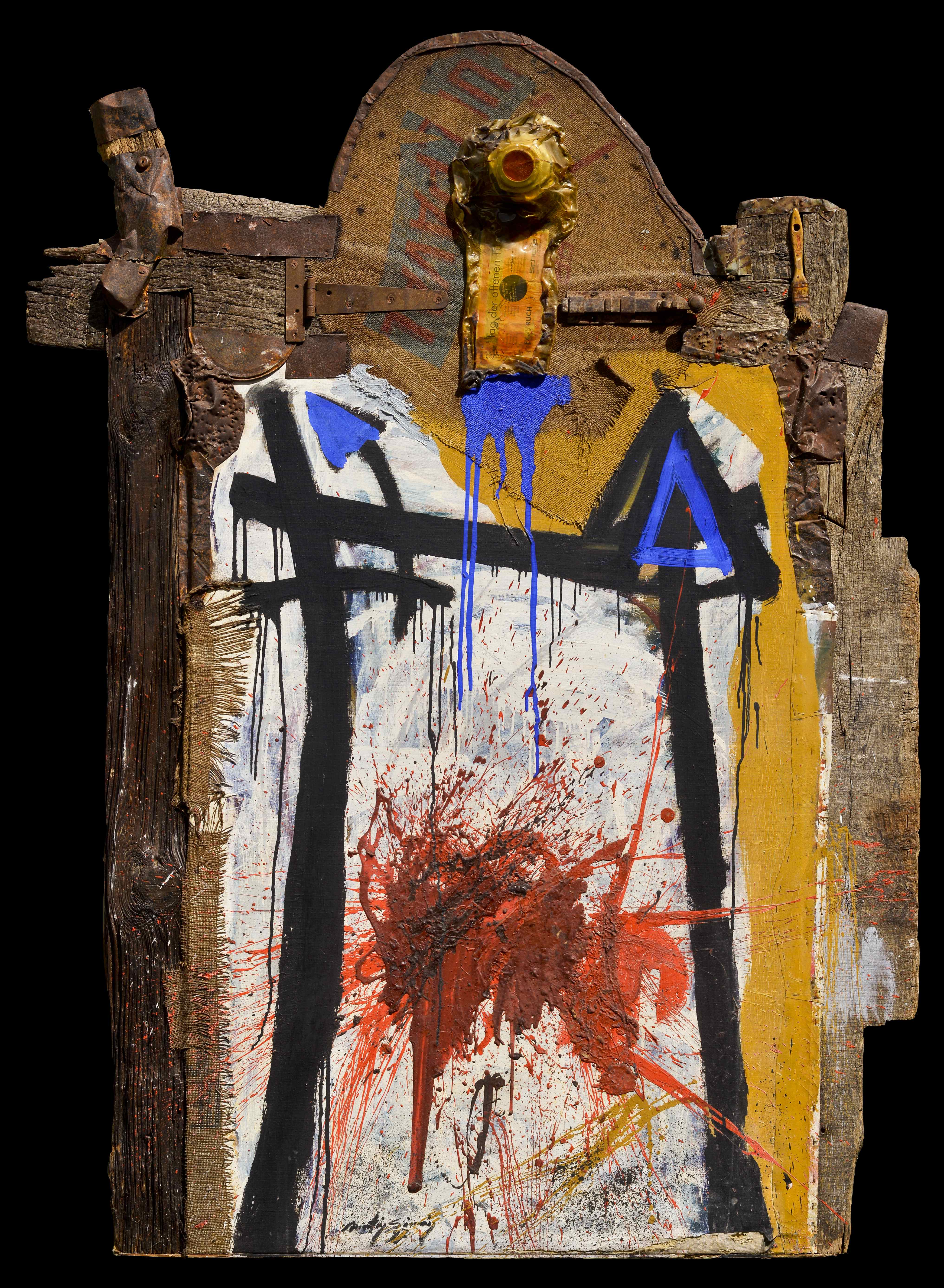
Che Guevara II

Während dieser gesamten Dekade wandelten sich in seinem Werk, das schon vorher drastische Entwicklungen durchgemacht hatte, die Symbole und der Diskurs unter Befolgung des expressionistischen Weges, aber immer noch innerhalb der surrealistischen Formeln, bis es mit der Serie „Los Dioses“ (Die Götter) zum Abschluss kam (1987), ein Werk, das eher im kritischen Expressionismus verwurzelt war.
Gegen Ende der 1980er Jahre beschloss er, Abfallprodukte in sein Werk aufzunehmen und sie wiederzuverwerten (Hölzer, Bleche, Nägel, Scharniere), indem er sie zu einem insgesamt sehr viel kritischeren Werk hinzufügte, in welches er eine ganze Serie von Zeichen integrierte, ein neues Alphabet, mit dem er sich vornahm, die Amoralität der Gesellschaft offenzulegen und zu kritisieren.
Seine Gemälde zerstörten die mathematische Symmetrie der Leinwand in der Absicht, das Bedeutungsgewicht des Bildes und auch die Begrenzung, die das Werk umgibt, zum Verschwinden zu bringen. Die bedeutendsten Werke sind die Monumentalgemälde „El concierto de Salamanca“ (eine Hommage an Bach, Beethoven und Mozart) und „En recuerdo de Guernica“ (In Erinnerung an Guernica).
Mitte der 2000er Jahre zog er sich in die Dominikanische Republik zurück, wo er die Entwicklung seiner humanistischen Philosophie fortsetzte, fokussiert auf die Offenlegung der Ungerechtigkeit und der Ausnutzung des Schwächeren durch den Stärkeren. Er zeigte hier – nach der Serie „Los Dioses“ – die Wertekrise einer Gesellschaft auf, die den Menschen zerstört, den sie nach Erreichen eines bestimmten Alters weder für nützlich noch überhaupt für fähig hält (von daher die Verwendung von Abfallmaterialien). Dies findet seinen Niederschlag in der Ausstellung „Mundos irreales“ (Irreale Welten), wobei er sich einer leichter als bisher lesbaren Ästhetik bediente.

### Gegenwart in Deutschland
Seit 2015 lebt Martín Simón in Deutschland. In seinem aktuellen Werk bleibt er zwar weiterhin bei seiner humanistischen Philosophie, aber man bemerkt einen Wandel in seiner Ästhetik. Im Unterschied zur amerikanischen Welt, in der er sich im letzten Jahrzehnt bewegt hatte und die die „Mundos Irreales“ hervorgebracht hatte, befindet und empfindet er sich nun in einer aufgeräumteren Welt, einer stärker organisierten und strukturierten.

## Ausstellungen
- 1957 Galería Arte – Bilbao
- 1958 Colegio Español – Roma, Italia
- 1958 Grupo Culturale – Padova, Italia
- 1959 Galeria Jovane – Verona, Italia
- 1960 Opera Pia – Roma, Italia
- 1960 Galería Arte – Bilbao
- 1961 Espacio Arte – Gran Canaria
- 1963 Galeri de Tokio – Bourdeaux, Francia
- 1964 Galeri Saint Michel – Paris, Francia
- 1966 Galeri Saint Michel – Paris, Francia
- 1968 Galería Juana Mordó – Madrid
- 1969 Galeri Saint Michel – Paris, Francia
- 1970 Galería Medina – Madrid
- 1972 Centro Cultural Extremeño
- 1974 Homenaje Exposición Museo de Cáceres
- 1974 Galería Berkobich – Madrid
- 1975 Galería Winsord – Bilbao
- 1976 Galería Zarte – Bilbao
- 1977 Galería Juana Mordó – Madrid
- 1978 Galería Artiberia – Logroño
- 1979 Instituto Cuyano de Cultura Hispana – Mendoza, Argentina
- 1980 Centro Cultural Hispano Mexicano – México D.F.
- 1981 Conferencia Expo en Ateneo Español – México D.F.
- 1984 Galeri Versalles – Orléans, Francia
- 1986 Esculturas Urbanas – Villalba, Madrid
- 1987 Ayuntamiento El Escorial – Esculturas
- 1988 Inauguración Casa Cultura – Villalba, Madrid
- 1990 Galería Década – Madrid
- 1991 Fundación BBVA
- 1992 Feria 5° Centenario – Sevilla
- 1993 Museos de: Cáceres – Mérida - Badajoz
- 1995 Stampa – Madrid
- 1995 Galería Fasbender – Chicago, Estados Unidos
- 1996 Museo de Arte Español – Miami, Estados Unidos
- 1997 Graf Zeppelin Haus – Friedrichshafen, Alemania
- 1999 Art Forum – Berlín, Alemania
- 1999 ARCALE – Salamanca
- 1999 Batik International Art (Barcelona/New York/Miami) Lineart, Gent, Bélgica
- 2001 Museo de Vitoria
- 2001 Fundación Caja Duero, Salamanca
- 2003 ARCALE – Artista invitado, Salamanca
- 2006 Galería Monsequi – Madrid
- 2006 Galería Nou Milleni – Barcelona
- 2007 Iberarte – Zaragoza
- 2008 Galería Monsequi – Madrid
- 2009 Obispado – Conferencia / Exposición – Puntacana, República Dominicana
- 2013 Escuela Nacional de Artes Visuales – Santo Domingo R.D., República Dominicana
- 2014 MAM Museo de Arte Moderno – Santo Domingo, República Dominicana[1]
- 2016 Internationale Galeria Colonia - Colonia, Alemania
- 2016 Galerie Rouge - Remscheid Lennep, Deutschland
- 2017 Sankt Aposteln - Köln, Deutschland

## Bibliografie
- „Dibujos“, J. M. Campoy
- „Los Pinceles de Vasconia“, Mario A. Marrodán
- „La Escultura Vasca“, Mario A. Marrodán
- „El Tarot“, Edición de Bibliófilo, Ed. La Gran Enciclopedia Vasca, D.L.: BI-20-1980
- „La Tauromaquia“, Edición de Bibliófilo, Gómez Egea. Ed. Lithos Mundi
- „Del Surrealismo hacia el futuro“, Carlos G. Osuna, D. L.: M-33597-1989
- „Diálogos y Silencios“, Elias Amezaga y Carlos Aganzo, Ed. Sufi-Ledo, 1990
- „Exposición Antológica“, Cáceres-Mérida-Badajoz, 1993
- „Obra 1996-97“ Editorial Grafismo
- „Obra 1996-1998“, Christian Franco
- „Catálogo ART-FORUM“, D. L.: M-34083, Berlín 1999
- „Exposición tres estaciones“, M. Antolin, N. Artundo, Ed. Grafismo, D. L.: M-30090-2001
- „Tres épocas fundamentales“, Mario A. Marrodán y A. de Miguel, D. L.: Bi-58-05, 2005
- „Mundos irreales“, Mario A. Marrodán u. a., Ed. Corripio, Santo Domingo (Dom. Rep.), 2014
- Martín Simón "Die Kathedralen", Spanisches Sozio-Kulturelles Bildungswerk NRW e.V., 2017